# NGC 2749
NGC 2749 é uma galáxia elíptica (E3) localizada na direcção da constelação de Cancer. Possui uma declinação de +18° 18' 49" e uma ascensão recta de 9 horas, 05 minutos e 21,3 segundos.
A galáxia NGC 2749 foi descoberta em 5 de Março de 1862 por Heinrich Louis d'Arrest.